# Пересвет (лазерный комплекс)
«Пересве́т» — комплекс российского лазерного оружия. Относится к видам оружия на новых физических принципах.

## Характеристики
Бо́льшая часть информации о комплексе засекречена, однако по оценкам экспертов он, предположительно, выполняет задачи противовоздушной и противоракетной обороны. По словам директора «Центра анализа мировой торговли оружием» военного эксперта Игоря Коротченко, боевой лазер «Пересвет» можно успешно применять в борьбе с беспилотникaми. При этом его эффективность напрямую зависит от условий окружающей среды; в хорошую погоду он работает идеально, но туман, дождь, снег и другие неблагоприятные погодные явления могут помешать прохождению лазерного луча. Также эксперт добавил, что подобные установки потребляют много электроэнергии, поэтому использовать их в качестве портативного инструмента вряд ли получится; зато в будущем они смогут защищать многие военные базы и другие объекты от проникновения на их территорию беспилотных дронов.
Принцип работы основан на засвечивании лазерным лучом оптических разведывательных систем, в том числе разведывательных спутников. Может применяться в частности для прикрытия (маскировки) стартовых позиций МБР. Ведутся работы по повышению компактности и мобильности комплекса. Комплекс включает в себя саму лазерную установку и машины обеспечения, в том числе с источниками электроэнергии.
В открытых источниках приводятся следующие основные характеристики комплекса:
| Высота поражения космических аппаратов противника, км | 200–1100           |
| Зона действия по азимуту, ⁰                           | 360                |
| Зона действия по углу места, ⁰                        | 21–155             |
| Диаметр прикрываемой площади, км                      | 130–180            |
| Режим боевого применения                              | Автоматизированный |

## История
Анонсирован президентом России Владимиром Путиным в ходе послания Федеральному собранию 1 марта 2018 года
Весной 2018 года с помощью всероссийского голосования «Выбор народа» было выбрано официальное наименование — «Пересвет» — в честь великого русского богатыря, монаха и воина, причисленного к лику святых, Александра Пересвета. Так же в финал конкурса вышли названия «Блик» и «Василиск».
Головным разработчиком «Пересвета» является Всероссийский научно-исследовательский институт экспериментальной физики. Система наведения лазера (СМ-890) разработана Конструкторским бюро специального машиностроения и НПЦ «Старт». Научно-производственное объединение «Луч» отвечало за адаптивную оптическую систему коррекции лазерного излучения.
Оснащение комплексами Вооружённых сил Российской Федерации началось в 2017 году. 1 декабря 2018 года лазерные комплексы «Пересвет» заступили на опытно-боевое дежурство.
По данным «Коммерсанта», в мае 2020 года комплекс был испытан в Сирии.
По данным издания The Space Review, по состоянию на 2020 год «Пересветы» имеются на базах следующих воинских формирований:
- 14-я ракетная дивизия (Йошкар-Ола)
- 35-я ракетная дивизия (ЗАТО Сибирский Алтайского края)
- 39-я гвардейская ракетная дивизия (Новосибирск)
- 42-я ракетная дивизия (ЗАТО Свободный Свердловской области)
- 54-я гвардейская ракетная дивизия (Тейково Ивановской области)

## Оценки проекта
По словам Юрия Борисова, вице-премьера правительства России, курирующего оборонные вопросы, комплекс может «ослеплять все спутниковые системы разведки вероятного противника на орбитах до 1,5 тыс. километров».
Российский академик Александров заявил, что теоретически такой лазер можно было бы создать, но при условии использования «очень трудных и громоздких решений мирного астрофизического характера», таким образом подвергнув сомнению заявленные возможности системы «Пересвет».
По мнению The Space Review, «Пересвет» — маломощный лазер, цель которого – не уничтожить, а ослепить разведывательный спутник, который наблюдает за стартовой позицией МБР.

## Критика
19 октября 2018 года военный эксперт Игорь Коротченко заявил, что лазерное оружие, в частности комплекс «Пересвет», эффективно работает только против БПЛА и только «когда нет ни тумана, ни песчаной бури, ни осадков, то есть в идеальных условиях».

## Галерея
|                      |                                         |                    |
| В походном положении | Перевод из походного в боевое положение | В боевом положении |